# Rabčice
Rabčice este o comună slovacă, aflată în districtul Námestovo din regiunea Žilina. Localitatea se află la altitudinea de 718 m deasupra n.m., se întinde pe o suprafață de 22,18 km2 și în 2017 număra 2.016 locuitori.

## Istoric
Localitatea Rabčice este atestată documentar din 1550.

## Demografie
| An:                | 1994 | 2004    | 2014   | 2024   |
| ------------------ | ---- | ------- | ------ | ------ |
| Număr de persoane: | 1665 | 1890    | 2001   | 2101   |
| Diferență:         |      | +13,51% | +5,87% | +4,99% |

| An:                | 2023 | 2024   |
| ------------------ | ---- | ------ |
| Număr de persoane: | 2100 | 2101   |
| Diferență:         |      | +0,04% |